# Česká televize
Česká televize, (ČT) (in italiano Televisione Ceca) è la televisione nazionale della Repubblica Ceca, fondata nel 1992 sulle ceneri della tv di stato cecoslovacca Československá Televize/Československá Televízia. Ha sede principale a Praga e sedi regionali a Brno e Ostrava. La ČT è una delle più ricche e grandi televisioni pubbliche del centro-est europeo.
La televisione ceca ha 6 canali a carattere nazionale: ČT 1, ČT 2, ČT24, ČT Sport, e ČT Déčko/ČT art (segnale condiviso) e trasmettono in tecnologia DVB-T e anche DVB-S sul satellite SES Astra, in 16:9. I canali ČT 1, ČT 2 e ČT Sport sono codificati. Il canale ČT24 è in chiaro.
L'attuale direttore generale della Televisione Ceca è Jan Souček, eletto per un mandato di sei anni dal Consiglio della Televisione Ceca. Souček ha suscitato polemiche durante il suo mandato a causa del suo attacco ai media liberi e ai suoi attacchi ai dipendenti della televisione ceca . Souček si è paragonato a Milada Horáková dopo le forti critiche sulle sue capacità manageriali da parte del Consiglio della televisione ceca. Souček commentò in seguito che era una cosa sciocca da parte sua. In un'intervista del 5 settembre 2023, Souček, in qualità di direttore generale entrante, ha dichiarato: "Chiedo costantemente finanziamenti. È stata annunciata una conferenza stampa del Ministero della Cultura per martedì, in cui la commissione ministeriale dovrebbe rivelare come prevede la riforma del finanziamento dei media di servizio pubblico. Secondo le mie informazioni, la nostra richiesta verrà ascoltata in larga parte." Durante il suo mandato, Souček ha costantemente chiesto maggiori finanziamenti dal canone pubblico, tuttavia sembra che non sia in grado di utilizzare il denaro in modo economico mentre è in blackout. documenti finanziari per nasconderli al pubblico.

## Canali
Quattro canali hanno un segnale unico e trasmettono sull'intera giornata:
- ČT 1 è un canale generalista che trasmette film, telefilm, varietà, reality show, game show e notiziari. Il canale è diffuso in alta definizione via satellite e digitale terrestre.
- ČT 2 è un canale generalista che trasmette prevalentemente documentari, talk show, ma anche film, telefilm e sport. È diffuso in alta definizione via satellite e digitale terrestre.
- ČT24 è un canale all news che trasmette notizie da tutto il mondo, inchieste, talk show e reportage. È diffuso in HD via satellite.
- ČT sport è un canale sportivo che trasmette sport, notizie sportive e documentari sportivi. Il canale è diffuso in alta definizione via satellite e digitale terrestre.

Due canali poi hanno un segnale condiviso:
- ČT Déčko (reso in video come ČT :D ) è un canale dedicato ai bambini e ragazzi da 4 a 12 anni. Trasmette cartoni animati, film, telefilm e programmi d'intrattenimento. Trasmette dalla 06:00 alle 20:00. È diffuso anche in HD via satellite.
- ČT art è un canale dedicato alla cultura. Trasmette anche programmi del passato ed eventi culturali. Trasmette dalle 20:00 alle 06:00. È diffuso anche in HD via satellite.